# المشي نحو الأمام (فلم)
المشي نحو الأمام (بالإنجليزية: Walking Forward)، هُو مُسلسل ويب وثائقي ناميبي أنتجه تيم هويبشل. بُث الموسم الأول من المُسلسل في ديسمبر 2020 على منصة يوتيوب.

## وصلات خارجية
- مقالات تستعمل روابط فنية بلا صلة مع ويكي بيانات